# District de Szentes
Le district de Szentes (en hongrois : Szentesi járás) est un des 7 districts du comitat de Csongrád en Hongrie. Créé en 2013, il compte 41 249 habitants et rassemble 8 localités : 7 communes et une seule ville, Szentes, son chef-lieu.

## Localités
- Árpádhalom
- Derekegyház
- Eperjes
- Fábiánsebestyén
- Nagymágocs
- Nagytőke
- Szegvár
- Szentes